# Szövegszerkesztő
A szövegszerkesztő (angolul text editor) egy elsősorban szövegfájlok szerkesztésére szolgáló számítógépes program, alkalmazás.
Ma már minden asztali gépre tervezett operációs rendszer tartalmaz szövegszerkesztőt. Általában konfigurációs fájlok és forráskódok szerkesztésére használják, de bármilyen jegyzetet, szöveges adatot lehet velük írni/olvasni.
Magyarul a (WYSIWYG) dokumentumszerkesztőket (angolul word processor, azaz 'szövegfeldolgozó') is gyakran értelemzavaróan szövegszerkesztőnek nevezik.

## A szöveges és dokumentumfájlok közti különbségek
Fontos tisztázni, mi a különbség a csak szöveget tartalmazó fájlok és a dokumentumfájlok között:
- A csak szöveget tartalmazó fájlokban (angolul plain text) minden adat a felhasználó által is látható szöveget írja le.
- A dokumentumfájlokban lévő adatok egy része nem a szövegre vonatkozik, hanem különféle formázásokat ír le.

Például a csak szöveget tartalmazó fájlokban nem lehet dőlt betűt beállítani, mert az erre vonatkozó információt nincs hova tárolni (kivéve, ha az is a szöveg része), ellenben a dokumentumfájlokban ennek nincs akadálya: a formázásokat tartalmazó részben ez az információ is tárolható.

## Története
Az első szövegszerkesztőt az USA-ban gyártották 1964-ben. Ez egy memóriával ellátott írógép volt, mely a szöveget mágnesszalagokon tárolta.
Ezután megjelent az első mágneslemezt használó eszköz. A mágneslemezt hasonlón működött, mint a mágnesszalag, de rajta tárolt információkhoz gyorsabban hozzá lehetett jutni. A szöveg megjelent a képernyőn, ahol lehetett ellenőrizni.
1978-ban kezdte felváltani az írógépet a számítógépes szövegszerkesztő. Ez a program lehetővé teszi, hogy még írás közben is lehessen javítani a hibákat.

## Szövegszerkesztők
- Microsoft Word
- Pages, az Apple Inc. fejlesztette saját eszközeire
- Windows Jegyzetfüzet (angolul Notepad)
- gedit
- Emacs
- AbiWord
- vi